# Raingard Eßer
Raingard Eßer (* 1962) ist eine deutsche Historikerin.

## Leben
Eßer studierte Geschichte sowie deutsche Sprache und Literatur an der Universität zu Köln und wurde dort 1994 promoviert. Sie unterrichtete Geschichte an den Universitäten Köln, Gießen, Potsdam, der London School of Economics und in Bristol. 2011 wurde sie auf den Lehrstuhl für Frühneuzeitliche Geschichte an die Universität Groningen berufen.
Raingard Eßer ist auf frühneuzeitliche Migration sowie die Geschichte der Niederlande und Englands spezialisiert. Sie schrieb einige Artikel für das Biographisch-Bibliographische Kirchenlexikon (BBKL).

## Schriften (Auswahl)
- mit Joachim Eibach, Steven G. Ellis (Hrsg.): Die Genese des modernen Europa. Artikel und Essays von Günther Lottes (= The Formation of Europe, Bd. 8). Hannover: Wehrhahn Verlag, 2017.
- mit Steven G. Ellis (Hrsg.): Frontier and Border Regions in Early Modern Europe (= The Formation of Europe – Historische Formationen Europas, Bd. 7). Hannover: Wehrhahn Verlag, 2013.
- The Politics of Memory. The Writing of Partition in the Seventeenth-Century Low Countries (= Brill’s Studies in Intellectual History, Vol. 208). Leiden/Boston: Brill, 2012.
- mit Steven G. Ellis, Jean-François Berdah, Milos Řezník (Hrsg.): Frontiers, regions and identities in Europe (= Thematic work group 5, Vol. 4). Pisa: Edizioni Plus – Pisa University press, 2009.
- mit Joachim Eibach (Hrsg.): Special issue: urban governance and petty conflict in early modern Europe. Cambridge: Cambridge University Press, 2007.
- mit Steven G. Ellis (Hrsg.): Frontiers and the writing of history, 1500–1850. The Formation of Europe (= The Formation of Europe, Vol. 1). Hannover-Laatzen: Wehrhahn Verlag, 2006.
- Die Tudors und die Stuarts. Stuttgart: W. Kohlhammer, 2004.
- mit Thomas Fuchs: Bäder und Kuren in der Aufklärung. Medizinaldiskurs und Freizeitvergnügen. Berlin: Berliner Wissenschafts-Verlag, 2003.
- mit Thomas Fuchs: Kulturmetropolen – Metropolenkultur. Die Stadt als Kommunikationsraum im 18. Jahrhundert (= Aufklärung und Europa, Bd. 9). Berlin: Berliner Wissenschafts-Verlag, 2002.
- Niederländische Exulanten im England des späten 16. und frühen 17. Jahrhundert. Die Norwicher Fremdengemeinden. Berlin: Duncker & Humblot, 1996.
- Norwich Strangers Book, 1583–1600. Norwich: Norwich and Norfolk Genealogical Society, 1990.